# Enrique Delgado Montes
Abel Henry Delgado Montes, o más conocido simplemente como Enrique Delgado (Distrito del Rímac,[cita requerida] 14 de marzo de 1939[cita requerida] - 21 de marzo de 1996), fue un compositor y músico peruano considerado por muchos el principal gestor de la cumbia peruana como estilo musical, tal y como se conoce actualmente.[cita requerida]

## Biografía
Enrique Delgado nació en el distrito de Huásta, provincia de Bolognesi, región Áncash.[cita requerida] Nacido como Abel Henry y apodado por conocidos como Enrique, sus padres fueron Ruperto Delgado Marín y Asunción Montes Cano. Fue el segundo hijo y único varón de cinco hermanos: Violeta, Henry, Celeste, Delia y Edith.
Aprendió a tocar la mandolina a la edad de cinco años, bajo enseñanza materna. Al año siguiente, aprendió a tocar guitarra. A los once años, ingresó al Conservatorio de Música. 
A los trece años, es contratado como primera guitarra por la cantante vernacular Pastorita Huaracina, viajando por todo el país y grabando toda una producción. Posteriormente, es contratado por el cantante Luis Abanto Morales, para una serie de giras, junto a Pastorita Huaracina.
Su padre no estaba de acuerdo con que Enrique se dedicara a la música, y debido a su continua ausencia del hogar, determina echarlo a la calle. Ante lo sucedido, se traslada a convivir a la casa de un amigo. Entregándose a tiempo completo a la música, pasa a formar parte de un grupo de música ranchera, bajo la tutela del compositor y cantante de música mexicana Jorge Zamora. 
En 1955 integra el grupo de música criolla de nombre "Los Palomillas", bajo la dirección del guitarrista y compositor Lucas Borja, para posteriormente continuar con el trío "Los Romanceros Criollos" que debutaron el 24 de noviembre de 1953. Paralelamente acompañaba las presentaciones de Jesús Vásquez. En 1959, es contratado por el grupo "Los Trovadores del Norte", grabando varias placas. 
En 1962, forma su propia orquesta "Orquesta Fantasía" que ejecutaba los temas de la Sonora Matancera. posteriormente y con 25 años de edad ya interpretaba con su conjunto, música de la Nueva Ola.

## Los Destellos y la nueva ola
En 1966, a los 27 años de edad, forma "Los Destellos", grabando 2 temas "El ronco", un vals, y "El gatito y yo" de música de la nueva ola, para la discográfica Sono Radio. Para el año 1967 ya terminando de preparar sus canciones instrumentales en el comienzo, y la casa discográfica Odeón del Perú, la misma que le abre las puertas para que el grabara sin dificultades. En 1968 grabaron un 45 rpm. en el lado A "El Avispón", y "La Ardillita" de la autoría de Enrique Delgado. Ese mismo año lanzan al mercado su primer long Play todas de la autoría de Enrique Delgado con el grupo.
Enrique Delgado disuelve el grupo por problemas internos vigencia hasta el año 1980.
Falleció a los 58 años de edad, en el mes de marzo de 1996.